# Eric Vandermeulen
Eric Vandermeulen (9 mei 1960) is een Vlaams kinderboekenschrijver.
Eric Vandermeulen debuteerde in 2008 met zijn kinderboek Stikkeloers, een verhaal over echtscheiding, overspel en jaloezie. Naast schrijver is hij pianodocent aan de Academie voor Muziek en Woordkunst van Berchem.